# Breuil (Somma)
Breuil – miejscowość i gmina we Francji, w regionie Hauts-de-France, w departamencie Somma.
Według danych na rok 1990 gminę zamieszkiwało 69 osób, a gęstość zaludnienia wynosiła 32 osoby/km² (wśród 2293 gmin Pikardii Breuil plasuje się na 928. miejscu pod względem liczby ludności, natomiast pod względem powierzchni na miejscu 1115.).